# زمین‌لرزه ۱۳۶۰ گلباف
زمین‌لرزه گلباف در تاریخ ۱۱ ژوئن ۱۹۸۱ میلادی، برابر با ‎۲۱ خرداد ۱۳۶۰، ساعت ۷:۲۴:۲۵ به زمان یوتی‌سی در استان کرمان و در نزدیکی شهر گلباف رخ داد. ژرفای این زلزله ۱۴٫۵ کیلومتر بود، و بزرگی آن ۶٫۶ در مقیاس Mw اعلام شده‌است. زمین‌لرزه به وقت محلی در روز پنج‌شنبه، ساعت ۱۰٫۵ روی داده و منطقه زمانی آن یوتی‌سی +۳٫۵ بوده‌است .
سازمان زمین‌شناسی آمریکا نیز رومرکز این زمین‌لرزه را در مختصات ۲۹°۵۴′۴۷″شمالی ۵۷°۴۲′۵۴″شرقی / ۲۹٫۹۱۳°شمالی ۵۷٫۷۱۵°شرقی و ژرفای آن را در ۳۳ کیلومتر گزارش کرده‌است. بزرگی برگزیدهٔ این سازمان از میان بزرگیهای محاسبه‌شدهٔ مختلف ۶٫۹ در مقیاس MS بوده و از دید اثر، در میان چهار دسته‌بندی «نامحسوس»، «محسوس»، «زیان‌آور» یا «با تلفات»، زلزله را «با تلفات» اعلام کرده‌است.
پروژهٔ «تنسور گشتاور مرکزوار» زاویه‌های (راستا، شیب، ریک) گسل سازندهٔ زمین‌لرزه و صفحه عمود بر آن را (°۱۷۲، °۳۷، °۱۷۱) یا (°۲۶۹، °۸۵، °۵۳) و نوع گسل را «امتدادلغز» فرارسانده‌است.
شمار کشتگان زلزله حدود ۳۰۰۰ نفر بوده‌است.تعداد زخمیان ۳۰۰۰ نفر برآورده شده‌است.